# Єлисей (Іванов)
Єлисе́й (світське ім'я Івано́в Оле́г Олекса́ндрович; нар. 19 червня 1973; Шахтарськ, Донецька область, Українська РСР, СРСР) — колишній проросійський священнослужитель з України, колаборант із Росією, сепаратист. Митрополит Ізюмський і Куп'янський РПЦвУ (2012—2022). Під час російського вторгнення в Україну перейшов на бік окупантів та втік до Росії. За даними OSINT-розслідування групи Molfar є громадянином Росії.

## Біографія
1979 року багатодітна шахтарська сім'я втратила матір, яка померла від важкої хвороби.
1980 року вступив до школи-інтернату Шахтарська, яку закінчив 1988 року.
У 1989 році влаштувався на місцеве підприємство слюсарем, поєднуючи роботу з несенням послуху паламаря у Свято-Іоанно-Богословському храмі м. Шахтарська, з 1992 — у Свято-Миколаївському кафедральному соборі м. Донецька.
З 1994 року — скарбник у Свято-Михайлівському храмі м. Авдіївки.
3 червня 1996 року єпископом Донецьким і Слов'янським Аліпієм (Погребняком) у Свято-Георгіївському соборі м. Макіївки був висвячений у сан диякона.
27 червня 1996 року у Свято-Успенському Святогірському монастирі намісником обителі архімандритом Арсенієм (нині архієпископ Святогірський) пострижений у чернецтво з нареченням імені на честь святого пророка Божого Єлисея, після чого був направлений на дияконське служіння у Свято-Михайлівський храм м. Авдіївки.
4 серпня 1996 року висвячений у сан священика.
1 жовтня 1996 року указом митрополита Донецького і Маріупольського Іларіона призначений настоятелем Свято-Михайлівського храму м. Авдіївки.
1997 року вступив на заочне відділення Одеської духовної семінарії, яку закінчив у 2001 році.
В 1999 році возведений у сан ігумена.
З 2001 року ніс послух духівника Ясинуватського благочиння Донецької єпархії.
2002 року вступив до Київської духовної академії, яку закінчив у 2006 році зі ступенем кандидата богослов'я.
2004 року возведений у сан архімандрита.
29 листопада 2006 року призначений благочинним Авдіївського округу Донецької єпархії.
Нагороджений орденом Української Православної Церкви «Різдво Христове — 2000».
29 березня 2007 року рішенням Священного Синоду Української Православної Церкви (Журнал № 34) архімандриту Єлисею (Іванову) визначено бути єпископом Амвросіївським, вікарієм Донецької єпархії.
31 березня 2007 року у Трапезному храмі Києво-Печерської Лаври возведений у сан єпископа Амвросіївського, вікарія Донецької єпархії.
18 жовтня 2012 року призначений єпископом Бердянським і Приморським.
8 травня 2012 року — єпископ Ізюмський і Куп'янський.
22 листопада 2012 року піднесено в сан архієпископа.
28 липня 2017 митрополитом Київським Онуфрієм в день пам'яті рівноапостольного великого князя Володимира в Києво-Печерській лаврі возведений в сан митрополита.
У 2022 році перейшов на бік російських окупантів.

## Розслідування
У грудні 2024 року СБУ та Найполіція повідомили Іванову про заочну підозру. За даними СБУ, під час окупації Харківської області він одним із перших публічно підтримав окупантів та благословив їх на війну проти України. Зокрема, благословив їх на захоплення міста Ізюм.

## Санкції
Підтримував політику РФ, які підривають та загрожують територіальній цілісності, суверенітету та незалежності України, а також її стабільності та безпеці.
24 січня 2023 року доданий до санкційного списку України.

## Нагороди
- Орден апостола Іоанна Богослова II ст. (5 жовтня 2014[11]);
- «Різдво Христове 2000» (2000).